# Нормализация (Чехословакия)
Нормализация (чеш. Normalizace, словац. Normalizácia) — политика коммунистического правительства ЧССР, проводившаяся с 1969 по 1989 год.

## Термин
Нормализация в Чехословакии означала возвращение к контролю коммунистической партии над политической, экономической и культурной жизнью страны. Пошатнувшееся в ходе событий Пражской весны (1968) положение КПЧ было восстановлено с помощью советских войск и в целом оставалось неизменным на протяжении двадцати лет.
«Нормализация» упоминается в тексте Московского протокола (подписан руководством СССР и Чехословакии 26 августа 1968 года), когда речь идёт о том, что «пленум [ЦК КПЧ] рассмотрит вопросы нормализации ситуации в стране» (чеш. Plénum posoudí otázky normalizace situace v zemi) в следующие 6—10 дней. В дальнейшем клише «нормализация», «нормализовать» широко разошлось по чехословацкой и советской печати и дало название всей эпохе.

Зарубежные вдохновители «тихой контрреволюции» не могут прийти в себя от отчаяния. В порыве необузданных чувств они выбалтывают немало такого, что проливает дополнительный свет на темные дела антисоциалистических сил и их империалистических покровителей… В редакции «Нью-Йорк таймс» не употребляют больше чернил. Там пишут желчью. Дальнейшая нормализация положения в Чехословакии вызывает у газеты истерику.
— «Журналист», 1969

## Предшествующие события
5 января 1968 года со своего поста ушёл первый секретарь ЦК КПЧ Антонин Новотный. Его сменил Александр Дубчек, и в Чехословакии наступил период демократических реформ. Была ослаблена цензура, разрешено создание политических клубов (одним из них стал «Клуб-231», объединивший бывших политических заключённых); опубликованная в апреле «Программа действий» провозглашала курс на закрепление основных свобод (слова, ассоциаций, передвижения) и федерализацию страны. Тем не менее, Дубчек и его соратники стремились сохранить ограниченный характер реформ.
Происходившее в Чехословакии вызывало растущее недовольство со стороны Советского Союза. Во время телефонных переговоров с Дубчеком 13 августа 1968 года Л. И. Брежнев выступил с резкой критикой чехословацких СМИ, превратившихся, по его мнению, в трибуну антисоветских и антисоциалистических сил. Брежнев потребовал вернуть телевидение, радио и газеты под контроль КПЧ, а также пообещал принять односторонние (не предусмотренные соглашениями в Чьерна-над-Тисоу от 1 августа) меры по защите социализма в Чехословакии.
Некоторые члены Президиума КПЧ, сторонники жёсткой линии — прежде всего Алоис Индра, Василь Биляк — вели тайные переговоры с советским посольством об оказании поддержки в борьбе против «ревизионистов». Оплотом консервативных сил являлась Служба государственной безопасности, возглавляемая заместителем министра внутренних дел ЧССР Вильямом Шалговичем.
В ночь с 20 на 21 августа 1968 года войска стран ОВД вторглись в Чехословакию. Армия, выполняя приказ президента ЧССР Людвика Свободы и министра обороны Мартина Дзура, не оказала сопротивления. Президиум КПЧ принял резолюцию, осуждавшую иностранное вторжение, а спустя несколько часов его члены были арестованы советскими десантниками, высадившимися в аэропорту «Рузине». Дубчек, Олдржих Черник, Йозеф Смрковский, Франтишек Кригель и группа других представителей ЦК были вывезены в Москву. В условиях фактической оккупации Чехословакии советскими войсками они (кроме Кригеля) подписали Московский протокол, означавший полное сворачивание процесса реформ. Сторонники преобразований либо смещались с постов (как бывший глава МВД Йозеф Павел), либо изменяли ориентацию (как вице-премьер Любомир Штроугал).
Несмотря на заявления советской прессы о том, что жизнь в Праге вернулась в обычное русло «в течение двух дней» после 21 августа, атмосфера в столице республики оставалась напряжённой. 16 января 1969 года студент Карлова университета Ян Палах совершил акт самосожжения в знак протеста против ввода советских войск в Чехословакию. На его похороны, которые состоялись через девять дней, вышли сотни тысяч человек. 25 февраля примеру Палаха последовал другой студент, Ян Зайиц, совершивший самосожжение в 21-ю годовщину установления коммунистического режима в Чехословакии. 28 марта после победы сборной Чехословакии над сборной СССР на чемпионате мира по хоккею чехи, ликуя, вышли на улицы Праги; вечером возбуждённая толпа ворвалась в офис «Аэрофлота», находившийся в центре города, и разгромила его.
Чехословацкие коммунисты отреагировали довольно быстро. 17 апреля 1969 года пленум ЦК КПЧ отправил Дубчека в отставку, на его место был избран Густав Гусак (в 1975 году он стал ещё и президентом Чехословакии). С приходом Гусака, ранее активного сторонника реформ, а теперь пользовавшегося поддержкой Политбюро, и связывается начало эпохи нормализации, продлившейся более 20 лет.

## Нормализация
Нормализация (сам Густав Гусак, архитектор этой политики, предпочитал слово «консолидация») в общих чертах представляла собой:
- безоговорочное лидерство Гусака в КПЧ и удаление из руководства партии реформаторов
- аннулирование демократического законодательства времён Пражской весны
- восстановление партийного контроля над экономикой
- усиление позиций органов госбезопасности и полиции
- возврат внешней политики Чехословакии в строгие рамки, определяемые СССР

Газета «Правда» в сентябре 1968 года характеризовала суть нормализации как полное пресечение и подавление подрывной деятельности правых, антисоциалистических сил, ликвидацию их влияния на часть населения Чехословакии и в особенности на молодёжь и решительное усиление лидирующей роли коммунистической партии в работе государственных органов, в идеологической и публичной сферах.

### Партийные чистки
Лидеры Коммунистической партии Чехословакии, инициировавшие реформы Пражской весны, довольно быстро потеряли свои позиции. Дубчек после отставки около года проработал послом в Турции, а затем был исключён из КПЧ. Премьер-министр Черник отправился в отставку в январе 1970 года и уступил свой пост Любомиру Штроугалу (занимал кресло премьера 18 лет). Йозеф Смрковский потерял пост председателя Национального собрания ЧССР, как и членство в партии, сам орган был преобразован в Федеральное собрание. Деятели Пражской весны находились под плотным контролем и надзором госбезопасности, некоторые из них подвергались внеправовому давлению. В целом, чистки затронули широкий круг партийного руководства: в 1971 году среди 115 членов Центрального комитета КПЧ было лишь 26 человек со стажем пребывания в ЦК до 1966 года. На всех уровнях партаппарата установилось доминирование консервативно-догматических функционеров сталинистско-готвальдовского толка, типа первого секретаря Северо-Моравской парторганизации Мирослава Мамулы.
По инициативе и под руководством занимающих консервативные позиции высших руководителей — Густава Гусака, Василя Биляка, Алоиса Индры — была осуществлена тотальная проверка всех членов партии на благонадёжность. Из партийного руководства был выведен даже Драгомир Кольдер, один из инициаторов ввода в Чехословакию войск Варшавского договора (ему припомнили поддержку Дубчека в начале 1968 года). Её проводили специальные комиссии, сформированные из авторитетных партийцев. Проверка включала собеседование, во время которого испытуемый должен был показать «правильное» отношение к избранному верхушкой партии курсу развития страны. В 1970-71 годах эту процедуру прошли 1 508 326 чехов и словаков — членов КПЧ, 326 817 человек из них (22 %) были исключены из партии. В условиях тоталитарного коммунистического режима такой исход мог означать замедление профессиональной карьеры или потерю работы.

### Репрессии против инакомыслящих
В первую очередь коммунистическая партия запретила все общественные объединения, появившиеся во время Пражской весны. Были закрыты все издания, чья редакционная политика не совпадала с «генеральной линией» нового руководства КПЧ. Состав чехословацкого Союза журналистов сократился наполовину, а партийный официоз, газета «Руде право», потеряла 45 из 80 членов редакции, уволенных из-за недостатка лояльности.
Особое недовольство Гусака и компартии вызывали литераторы, известные критическим отношением к власти коммунистов: ещё в 1967 году на IV съезде Союза писателей Чехословакии Павел Когоут зачитал письмо Александра Солженицына о цензуре, а Людвик Вацулик, в будущем автор манифеста «Две тысячи слов», высказался о невозможности плодотворного взаимодействия людей культуры и тоталитарного режима. С началом эпохи нормализации Союз писателей подвергся масштабной чистке, три четверти его членов были исключены из организации. 117 представителей чешской секции Союза потеряли лицензию на работу в Чехословакии. Их книги изымались из продажи и библиотек, а в справочнике «Чешские писатели XX века» (1985, объёмом 830 страниц) не упоминались Милан Кундера, Йозеф Шкворецкий (эмигранты), Иван Клима, Павел Когоут, Людвик Вацулик и Вацлав Гавел. К печати допускали только «идеологически выверенные» произведения, прошедшие контроль цензуры.
Объектом репрессий становились представители всех слоёв чешской интеллигенции, не только писатели и журналисты. Распространённый вид наказания в эпоху нормализации — увольнение с последующим запретом работать по профессии. Преподаватели, драматурги, историки устраивались таксистами, грузчиками или мойщиками окон, и это стало массовым явлением. Так, в 1988 году учительница Гана Юптнерова произнесла речь на похоронах диссидента Павела Вонки, который умер в тюрьме, и тут же была уволена, после чего работала посудомойкой в кондитерском цехе. Журналистка Вера Штовичкова после увольнения работала уборщицей, а когда новое начальство узнало о её прошлом, потеряла и эту работу. Позднее Штовичкова с иронией говорила о себе как о «первой в истории уборщице, уволенной по политическим мотивам». Как правило, дети пострадавших не могли получить высшее, а иногда и среднее образование.
Помимо увольнений не прекращались и аресты. Только с 1969 по 1974 год за политические преступления были осуждены 3078 человек (большинство из них — чехи). Некоторые удостоились публичного процесса. Психолог Ярослав Шабата, бывший партийный деятель из Брно, получил шесть с половиной лет тюрьмы и позднее отсидел ещё три года. Вместе с Шабатой были арестованы его дети (Вацлав, Ян и Анна), которые отделались меньшими сроками — от шести месяцев до двух лет. Известный шахматист, гроссмейстер Людек Пахман также был приговорён к двум годам лишения свободы. В тюрьме он четырежды объявлял голодовку, и в конечном итоге власти предпочли избавиться от него, выслав в Германию. К 8 годам заключения был заочно приговорён находившийся в эмиграции философ-неомарксист Иван Свитак, выступления которого отличались особым радикализмом и жёсткостью.
Формы репрессий были мягче, а масштабы — значительно меньше, чем в первые годы коммунистического режима (при жизни Клемента Готвальда), в связи с чем философ и диссидент Милан Шимечка, сам побывавший под арестом, говорил о «цивилизованном насилии» со стороны государства. Он же отмечал всевластие спецслужб и их способность проникать во все сферы жизни граждан Чехословакии. Важную роль давлении на общество и инакомыслящих играло не только МВД под руководством Яромира Обзины и Вратислава Вайнара, но и аппарат идеологии и пропаганды во главе с Олдржихом Швесткой. Жёсткий контроль был установлен над общественной жизнью Праги, где партаппарат возглавлял консервативно настроенный Антонин Капек.

### Оппозиция режиму
17 марта 1976 года были арестованы участники рок-группы The Plastic People of the Universe. На открытом процессе прокурор заявил, что их «антисоциальное» творчество развращает чехословацкую молодёжь, и судья приговорил импресарио группы Ивана Йироуса к полутора годам тюрьмы, музыканты получили от 8 месяцев до одного года.
Арест представителей чешского рок-андеграунда стал поводом к объединению оппозиционно настроенных интеллектуалов. В декабре 1976 года был составлен документ, известный как Хартия-77. Он призывал правительство и компартию Чехословакии соблюдать права человека, гарантированные Конституцией ЧССР и Хельсинкскими соглашениями. Изначально хартию подписали 242 человека, среди них — Вацлав Гавел, Людвик Вацулик, Павел Когоут, Иржи Гаек, Ладислав Гейданек, Франтишек Кригель, Иржи Коларж, Марта Кубишова, Зденек Млынарж, Ярослав Сейферт. К середине года число подписавших увеличилось в три раза, но затем росло гораздо медленнее из-за противодействия властей.
6 января 1977 года Гавел, Вацулик и актёр Павел Ландовский попытались передать экземпляры хартии правительству и Федеральному собранию и были задержаны полицией. Полицейские конфисковали оригинал хартии, но уже 7 января она появилась в ведущих западных газетах, включая Le Monde, The Times и The New York Times. Хартия стала известна всему миру, а её участники получили от КПЧ стандартный набор репрессий: увольнение, лишение гражданства, арест, суд и тюрьма. 70-летний Ян Паточка, одним из первых подписавших хартию, умер после допроса в чехословацкой службе госбезопасности. В апреле 1978 года оставшиеся на свободе диссиденты создали Комитет по защите несправедливо преследуемых (чеш. Výbor na obranu nespravedlivě stíhaných). Комитет занимался помощью политзаключённым и их родственникам, репортажи о его деятельности выходили на BBC, радиостанциях «Свобода» и «Голос Америки».
Тоталитарный режим не оставлял чехословацким оппозиционерам места в политике, поэтому они сосредоточились на правозащитных и культурных мероприятиях. Одной из их форм стало сотрудничество с Образовательным фондом имени Яна Гуса. Фонд базировался в Оксфорде, его учредителями были Том Стоппард, Йегуди Менухин и Гарольд Пинтер. В 1979-89 годах фонд Яна Гуса организовал более сотни визитов известных писателей, философов и композиторов в Прагу, где они проводили неформальные встречи с чешской интеллигенцией. Служба государственной безопасности и здесь нашла угрозу режиму, поэтому не все такие встречи удавались. Например, в 1981 году Жак Деррида был арестован прямо в аэропорту «Рузине». Философ, обвинённый в транспортировке наркотиков, провёл ночь в камере аэропорта и наутро был депортирован в Париж. На родине Деррида назвал свой опыт взаимоотношений с властями Чехословакии «кафкианским» (англ. Kafkaesque).

### Экономика Чехословакии
«Программа действий» Александра Дубчека предусматривала децентрализацию экономического планирования, постепенный переход к сочетанию государственного контроля над экономикой и рыночных механизмов. Придя к власти, Гусак и его единомышленники быстро отыграли назад все шаги реформаторов в этом направлении. В эпоху нормализации, как и прежде, экономическое развитие Чехословакии определялось пятилетними планами, которые утверждались на съездах КПЧ. Объёмы производства товаров и услуг, цены на них, заработная плата, обменный курс кроны регулировались государством. Основной поток инвестиций, как и в Советском Союзе, шёл в сферу тяжёлой промышленности, а главным торговым партнёром Чехословакии оставался СССР. КПЧ стремилась обеспечить полную занятость населения, видя в этом залог социальной стабильности.
К середине 1970-х годов Чехословакия была одной из наиболее социально и экономически развитых стран народной демократии. Она опережала другие государства соцлагеря по ВВП на душу населения, хотя и уступала по тому же критерию соседним капиталистическим странам, например Австрии или Италии (вместе с тем CIA World Factbook в 1986 указывала, что в 1984 году по ВВП на душу населения ЧССР уступала в Европе только Швейцарии, Швеции, ФРГ и Франции и была наравне с Австрией, опережая Нидерланды, Данию, Бельгию, Великобританию, Италию и т.д.). Тем не менее, уже тогда в экономике ЧССР наметились застойные явления. Прирост чистого материального продукта снизился с 5,7 % в год в начале 1970-х до 2,1 % в 1987 году, причём с 1976 года темпы роста были ниже запланированных. Распространённым явлением стал дефицит потребительских товаров. После 1982 года, когда правительство резко подняло цены на ряд товаров, в том числе продовольственных, сложилась обратная ситуация — из-за низкой покупательной способности чехов и словаков предложение существенно превысило спрос.
Историк Кевин Макдермотт из университета Шеффилд Халлам, специализирующийся на коммунистическом прошлом Чехословакии и советском сталинизме, пишет о негласном «общественном контракте» между компартией ЧССР и гражданами страны: партия и государство обеспечивают относительно высокий уровень жизни населения, а оно взамен устраняется от любых политических акций оппозиции. На протяжении 1980-х годов правящей верхушке становилось всё труднее выполнять свою часть этого соглашения.

## Конец
1989 год отмечен крушением коммунистических режимов в соседних с Чехословакией странах: в Польше (сентябрь), Венгрии (октябрь), ГДР (ноябрь). В самой ЧССР обновилось партийное руководство: из Президиума ЦК КПЧ ушёл известный идеолог нормализации Василь Биляк, а Густав Гусак подал в отставку ещё в 1987 году. На высшем партийном посту его сменил Милош Якеш, но Гусак оставался президентом Чехословакии.
В партийном руководстве сложилась группа, ориентированная на горбачёвскую Перестройку. Лидеры этой группы, прежде всего Любомир Штроугал и Ладислав Адамец, намеревались сместить консервативных руководителей — Якеша, Гусака, Индру, Шалговича, Штепана — и провести некоторые реформы при сохранении основ власти КПЧ. На той же позиции стоял заместитель министра внутренних дел и руководитель Службы госбезопасности Алоиз Лоренц.
25 марта 1988 года так называемая «демонстрация со свечами» в Братиславе стала первым массовым протестным выступлением со времён Пражской весны. Эстафету подхватила Прага, где в течение полутора лет политические манифестации превратились в постоянную часть городской жизни.
17 ноября 1989 года в Праге состоялось большое студенческое шествие, приуроченное к годовщине похорон Яна Оплетала, убитого немецкими оккупантами в 1939 году. На пути к Вацлавской площади студентов разогнала полиция, хотя они демонстративно показывали «пустые руки» как символ отказа от насилия (важную роль сыграла провокационная спецоперация StB, проведённая по приказу Лоренца). Кто-то из раненых студентов, спасаясь от полицейских, ворвался в здание «Театра на верёвке» и прямо во время спектакля объявил о случившемся. На следующий день все театры Праги начали бессрочную забастовку.
20 ноября к забастовке присоединились университеты. Теперь многотысячные демонстрации проходили в Праге каждый день, их возглавлял Гражданский форум — политическое движение, созданное участниками Хартии-77 19 ноября 1989 года. Протестующих поддержали рабочие и католическая церковь Чехии. 24 ноября Президиум ЦК КПЧ в полном составе ушёл в отставку.
26 ноября в центре Праги прошёл грандиозный митинг, в котором приняли участие 750 000 человек, то есть примерно 5 % населения Чехословакии. Выступая перед собравшимися, ораторы Гражданского форума и рабочих организаций потребовали от правительства уйти в отставку. В тот же день на политические демонстрации вышли жители Братиславы, Брно и других городов республики.
Осознавая свою неспособность силой подавить протест, коммунисты решили пойти на контакт с оппозицией. 29 ноября, по итогам переговоров Вацлава Гавела и Карела Урбанека (лидеры Гражданского форума и компартии Чехословакии), парламент отменил статью конституции ЧССР о руководящей роли коммунистической партии в жизни страны. 10 декабря последовала отставка правительства и президента Гусака. 29 декабря «реконструированный» парламент избрал своим председателем Александра Дубчека, а президентом Чехословакии — Вацлава Гавела. Одновременно с этим проходили изменения в КПЧ: партия отмежевалась от идеологии сталинизма, заявила о признании принципов демократии и распустила собственные вооружённые отряды — Народную милицию. Так завершилась эпоха нормализации: коммунистический режим пал, а Чехословакия вступила на путь демократических реформ и развития рыночной экономики.

## Оценки современников
На рубеже 1980-х Чехословакия — это развитое современное социалистическое государство с мощной экономикой и духовным потенциалом. Для неё характерны динамичное социальное развитие, развитая экономика и высокие жизненные стандарты, тесные связи между партией и народом, истинная демократия… и прочное место в семье социалистических наций. Всё это создаёт основу для уверенности в настоящем и надёжные гарантии для нашего будущего.
…Чехословакия — важный участник социалистического сообщества. Вместе с СССР и другими странами Варшавского договора мы решили — однажды и навсегда — вековую и жизненно важную проблему обеспечения гарантий свободы нашим гражданам, независимости и безопасности для наших стран. Крепкая дружба, объединение и сотрудничество с СССР — краеугольный камень чехословацкой внешней политики.
…Политическое поражение правых и антисоциалистических сил и консолидация общества позволили КПЧ на её XIV съезде закрепить генеральную линию на построение развитого социалистического общества… Опыт прошлого десятилетия показывает, что работа партии по преодолению последствий кризиса идёт верным курсом, и показывает очень хорошо, что генеральная линия… отвечает национальным и международным интересам граждан Чехословакии и даёт научно обоснованный ответ на требования нашего непрерывного прогресса.
…Общие результаты, достигнутые странами социалистического сообщества к концу 1970-х годов, говорят об укреплении и углублении всех базовых элементов социализма. Прошлое десятилетие является одним из наиболее важных периодов в жизни КПЧ, а также в истории социалистического строительства в нашей стране в целом.
— Густав Гусак, «Уроки нашего пути» (май 1981 года)
Оригинальный текст (англ.)At the turn of 1980s, Czechoslovakia is a developed modern socialist state with a powerful economic and a spiritual potential. It is characterized by dynamic social development; a mature economy and high living standards; close ties between Party and the people; profound democracy… and a solid place whithin the family of the socialist community. All of this creates the basis for well-founded certainties in the present and reliable guarantees of our future.

Czechoslovakia is a solid component of the socialist community. Together with the USSR and oher Warsaw Treaty countries, we have solved — once and for all — the age-old and vitally important problem of providing guarantees for our people's freedom, independence and international security. Sound friendship, alliance and co-operation with the USSR are the cornerstone of socialist Czechoslovakia's foreign policy.
The political defeat of the right-wing and anti-socialist forces, and the consolidation of the society enabled the CPCz at its 14th Congress to lay down a general line for building a developed socialist society… The experience of the past decade shows that the Party's approach and activity in overcoming the consequences of the crisis are correct and shows very well that the general line… well serves the Czechoslovak people's national and international interests and provides a scientifically grounded response to the requirements of our continued advance.

The overall results achieved by the socialist-community countries towards the close of the 1970s indicate a strengthening and deepening of all the basic values of socialism. The past decade is among the most important periods in the life of the CPCz and in the whole history of socialist construction in our country.

Наша родина, которая во всех её тысяче обличий так дорога и мила сердцу каждого из нас, дана нам как колыбель и как дом. Её рождение и её история состоят из надежд, стремлений, революционной борьбы… То, что было мечтой для тысяч поколений, для нас, после освобождения нашей страны Советской армией, стало реальной возможностью, той, которую мы постепенно претворяем в жизнь через программу построения социализма.
…Здесь лежит источник нашей уверенности в себе, непоколебимой несмотря на различные трудности или временные неудачи. Здесь источник нашего целенаправленного, упорного и счастливого труда; отсюда удовлетворение, с которым мы сопоставляем наши мечты и цели с достигнутыми результатами; благодаря этому мы видим, как спустя всего три десятилетия изменилось лицо нашей страны и жизни людей; мы видим, как каждодневный, кажущийся даже рутинным труд приносит восхитительные плоды… мы чувствуем ту волшебную, неудержимую энергию, с которой история нашей страны, как и всего мира, движется вперёд благодаря общим усилиям.
…Мир не стоит на месте. Наш социалистический мир приумножает и накапливает материальные и духовные ценности, необходимые для благополучия человека. Мир империализма терзается внутренними противоречиями и кризисами, и его псы войны ищут способ избежать этого, пытаясь бросить тень на наши блестящие достижения и на отношения между странами и народами. Однако мы не позволим ядерному шторму, катастрофе, в тысячу раз более сильной чем все войны прошлого, уничтожить все произведения искусства, которые мы создали за десятилетия упорного труда на своей земле и которые продолжаем создавать сейчас. Наш социалистический мир… достаточно силён, чтобы защитить результаты своего труда.
— «Антихартия» (29 января 1977 года)
Оригинальный текст (англ.)Our land, in its thousand guises so sweet and so dear to each of us, was given to us as a cradle and as a home. Its appearance and its history were shaped by the dreams, aspirations, revolutionary struggles… What was a dream for many generations became for us, after the liberation of our homeland by the Soviet Army, a real possibility, one that was gradually accomplished through the realization of the program of building socialism.

Herein lies the source of our certainties, of our proud self-confidence, of an optimism that has not been made blind by our successes, unshaken by any difficulties or even by temporary failures. Here lies the source of our deliberate, concentrated and joyful activity; for it is with satisfaction that we measure our dreams and programs by their achieved results; for we see how, after a mere three decades, the face of our land and the lives of our people have changed; we see how daily, seemingly even routine everyday labor yields exquisite fruits… we feel that magnificent, unstoppable energy, with which the history of our land and world history surges forward as a result of common effort.

The whole world is in motion. Our socialist world is strengthening and enriching the material and spiritual values destined for the welfare of man. The world of imperialism is torn by its internal contradictions and by crises, and its dogs of war are seeking to escape these by attempting to cast a shadow on our radiant achievements and on relations between countries and nations. We, however, will not permit an atomic firestorm, a catastrophe a thousand times more terrible than all past wars, to burn up the works of art that we have created over decades of concentrated labor in our socialist lands, and continue to create now. Our socialist world… has enough strength to defend the results of its labor.

Главный вопрос… таков: почему люди ведут себя именно так, как ведут; почему они делают всё то, что в итоге создаёт привлекательное впечатление поголовно единого общества, поголовно поддерживающего своё правительство? Думаю, что каждому непредвзятому наблюдателю ясно: на это их толкает страх.
Из страха потерять место учитель в школе учит вещам, в которые не верит; из страха за своё будущее ученик их повторяет… Из страха перед возможными последствиями люди участвуют в выборах, избирают выдвинутых кандидатов, притворяясь, что считают этот ритуал настоящими выборами.
…Итак, в основе стремления человека защитить себя и сохранить то, что у него есть, лежит страх; главной же движущей силой его желания приобрести то, чего у него пока нет, становятся, как мы всё чаще наблюдаем, эгоизм и карьеризм.
Едва ли когда в последнее время общественная система так откровенно и беззастенчиво предоставляла случай проявить себя людям, готовым в любое время поддержать что угодно, если это сулит им прибыль; людям беспринципным и бесхребетным, могущим ради жажды власти и личной выгоды сделать что угодно… Людей, искренне верящих всему, что твердит официальная пропаганда, и бескорыстно поддерживающих правительство, сегодня меньше, чем когда-либо. Зато лицемеров всё больше — собственно, в какой-то степени каждый гражданин вынужден лицемерить.
…Но если главным принципом общественной самореализации является принцип внешней приспособляемости, то какие качества мобилизуются при этом в людях и какие люди выдвигаются на первый план?
Где-то между самозащитой от окружающего мира, основанной на страхе, и желанием завоевать мир, обусловленным стремлением к личной выгоде, лежит область, которую нельзя обойти вниманием, так как она тоже в значительной мере формирует моральный климат сегодняшнего «сплоченного общества». Эта область — равнодушие и всё, что с ним связано.
…Ощущение безнадёжности порождает апатию, апатия же — приспособленчество, привычку к рутинным поступкам (которые выдаются за доказательства политической активности масс). Всё это вместе взятое создаёт стереотип так называемой нормы поведения, по сути своей глубоко пессимистичный.
…Не нужно обладать особым воображением, чтобы понять, что такая ситуация с неизбежностью ведёт к постепенной коррозии всех нравственных норм, к разрушению всех критериев порядочности и всеобъемлющему подрыву доверия к таким ценностям, как правда, принципиальность, искренность, бескорыстие, достоинство и честь.
…Я не историк и не пророк, и всё же я не могу не высказать некоторых своих суждений.
Там, где существует… открытая борьба за власть, как единственная реальная гарантия общественного контроля за властью (и в конце концов также свободы слова), власти, хотят они этого или нет, вынуждены постоянно поддерживать своего рода диалог с жизнью общества, решая по ходу дела разнообразные вопросы, которые она перед ними ставит. Там же, где открытая борьба за власть отсутствует (и где с неизбежностью раньше или позже подавляется также свобода слова)… там власти не адаптируются к жизни, а стараются приспособить жизнь к себе, то есть вместо того чтобы разбираться по ходу дела с её реальными противоречиями, требованиями и проблемами, они попросту делают вид, что их нет. И всё же эти противоречия и требования существуют, хотя и под спудом, накапливаются, нарастают — и однажды, когда спуд уже не может их удержать, вырываются наружу. И это именно тот момент, когда плита неподвижности даёт трещину и на сцену вновь выходит история.
Разве нам это незнакомо? Разве мы многократно не были свидетелями подобного в нашей части света? Машина, которая годами вроде бы работала без сбоев, за одну ночь разваливается, и система, которая, казалось, будет в неизменном виде господствовать до скончания веков, ибо в атмосфере единодушных выборов и единодушного голосования не существует силы, способной противостоять ей, вдруг ломается. И мы с удивлением обнаруживаем, что всё было совсем не так, как мы думали.
— Вацлав Гавел, «Письмо доктору Гусаку» (8 апреля 1975 года)

Семь чудес Чехословакии

Каждый имеет работу.

Хотя каждый имеет работу, никто не работает.

Хотя никто не работает, план выполняется на 105 %.

Хотя план выполняется на 105 %, в магазинах ничего нет.

Хотя в магазинах ничего нет, у нас всего вдоволь.

Хотя у нас всего вдоволь, все воруют.

Хотя все воруют, нигде ничего не пропадает.

И восьмое чудо света заключается в том, что всё это работало 41 год!
— Лозунг демонстрантов в Брно (ноябрь 1989 года)
Оригинальный текст (англ.)The Seven Wonders of Czechoslovakia
Everybody has a job.

Although everybody has a job, nobody works.

Although nobody works, the Plan is fulfilled up to 105 per cent.

Although the Plan is fulfilled up to 105 per cent, there’s nothing in the shops.

Although there’s nothing in the shops, we’ve got enough of everything.

Although we’ve got enough of everything, everybody steals.

Although everybody steals, nothing ever goes missing anywhere.
And the Eighth Wonder of the World is that it has been working for forty-one years.

## Интересные факты
На шоу «Величайший чех» (2005) Вацлав Гавел, неоднократно находившийся в тюрьме в эпоху нормализации (и, в частности, отсидевший четыре года за организацию Комитета по защите несправедливо преследуемых), занял третье место, уступив императору Священной Римской империи Карлу IV и первому президенту Чехословакии Томашу Гарригу Масарику. Густав Гусак не попал в список 100 величайших чехов по итогам зрительского голосования, однако занял 10-е место среди величайших злодеев чешской истории.

## Комментарии
1. ↑  231 — номер статьи чехословацкого уголовного кодекса, по которой осуждались граждане страны, совершившие «политические» преступления.
2. ↑  Франтишек Кригель, бывший председатель Национального фронта Чехословакии, пережил газетную травлю, шквал анонимных угроз, у него отобрали водительские права и отключили телефон, а на жену Кригеля было совершено нападение прямо на улице.
3. ↑  Антихартия — пропагандистский документ, составленный в 1977 году в противовес Хартии-77. Антихартию подписали Карел Готт, Ян Верих (впоследствии отказался от подписи), Богумил Грабал и другие деятели культуры Чехословакии.